# Tumulus van Schinkelsknopf
De Tumulus van Schinkelsknopf is een Gallo-Romeinse grafheuvel bij Sankt Vith in de Belgische provincie Luik. De heuvel ligt zo'n vier kilometer ten zuiden van Sankt Vith.

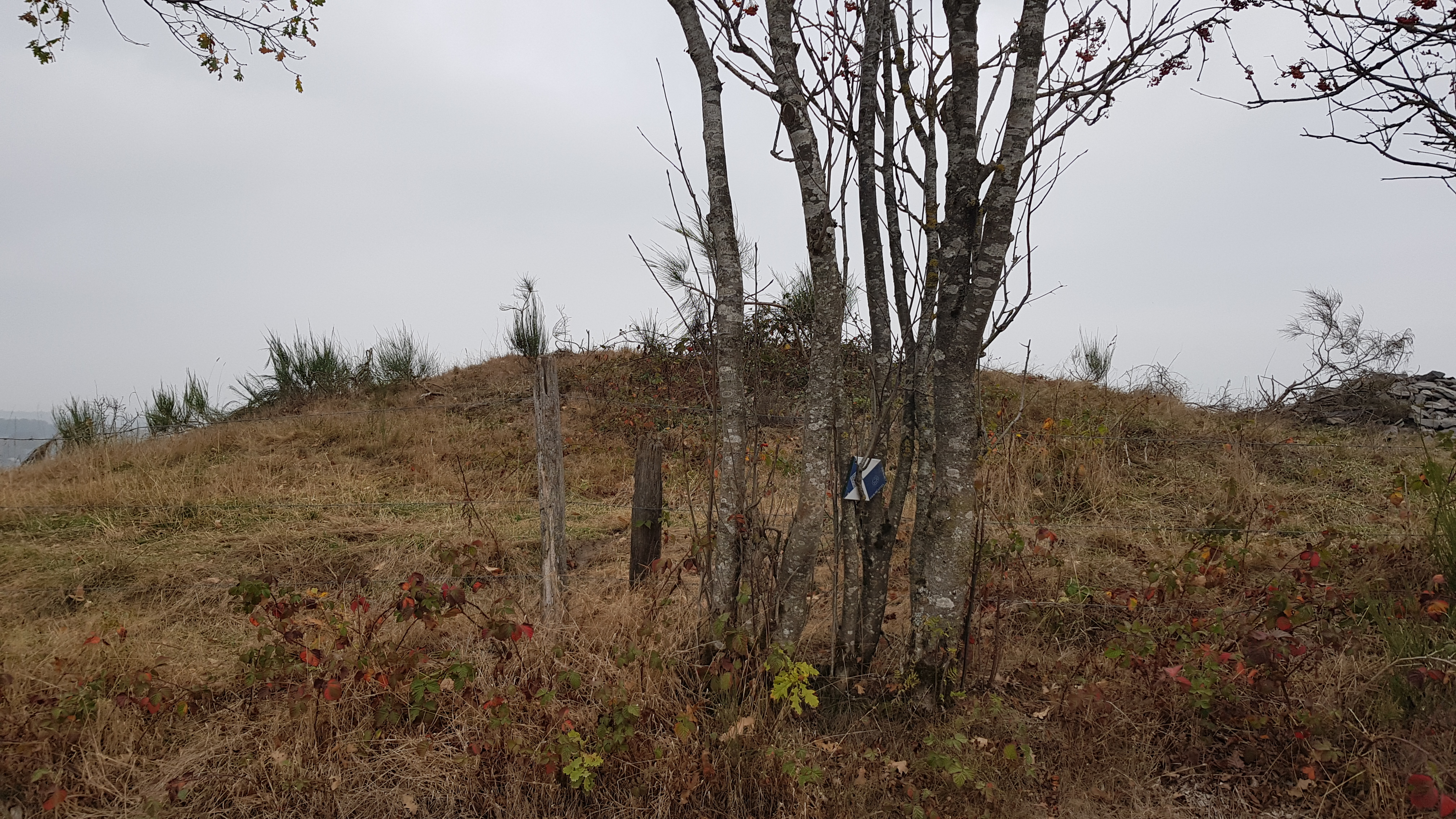
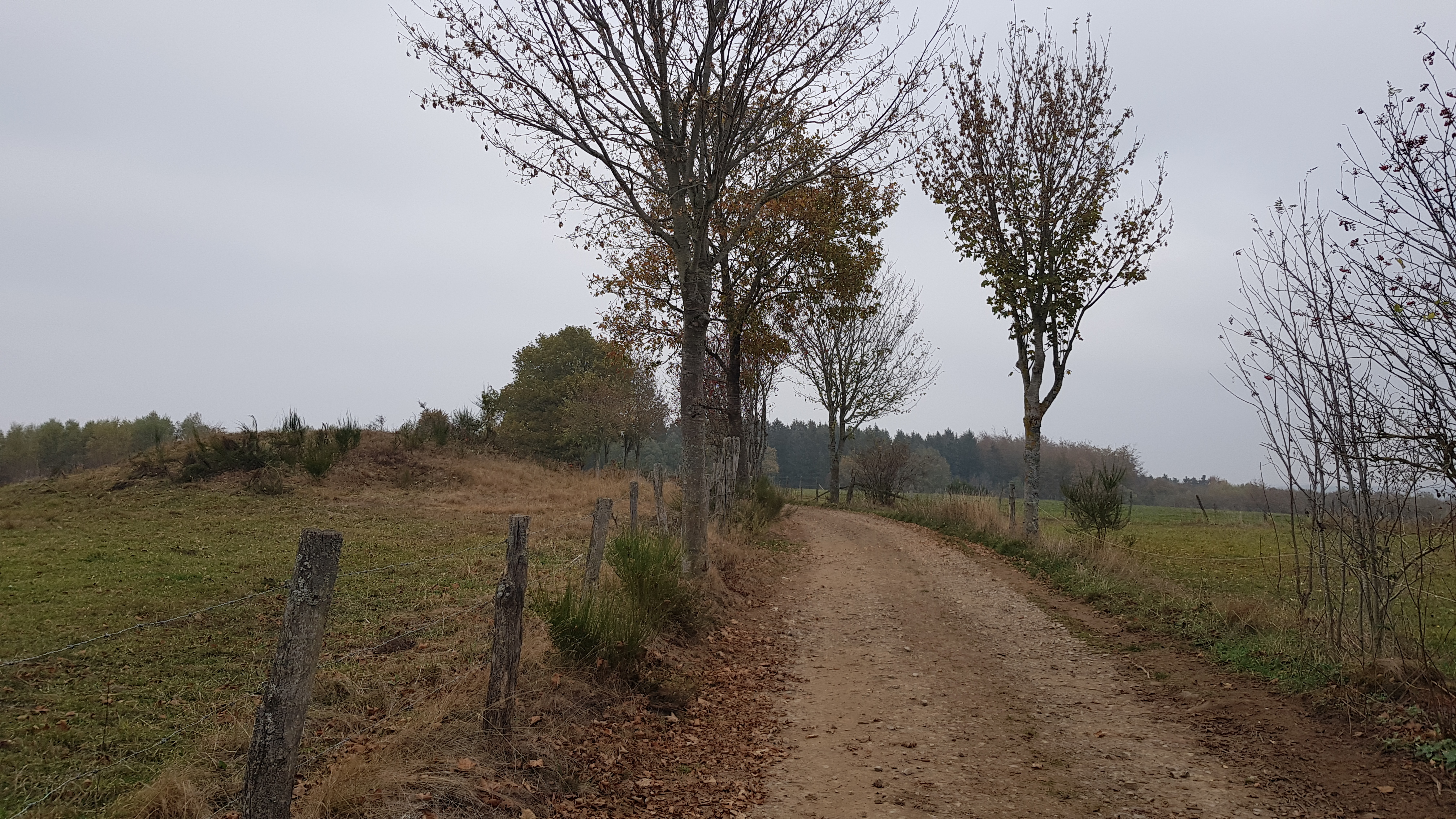
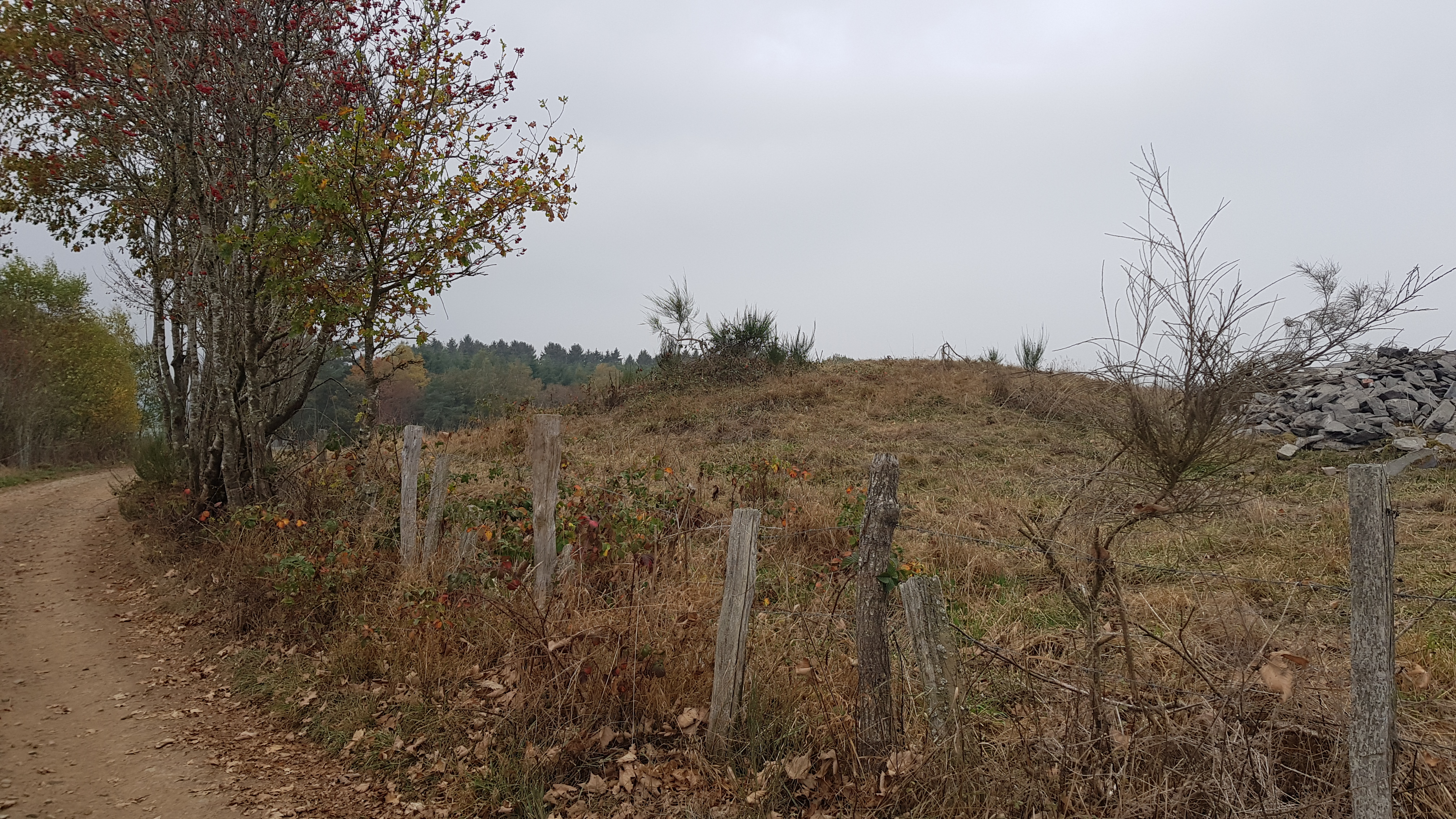